# Tilia kiusiana
Tilia kiusiana är en malvaväxtart som beskrevs av Tomitaro Makino, Amp; Shiras. och Homi Shirasawa. Tilia kiusiana ingår i släktet lindar, och familjen malvaväxter. Inga underarter finns listade i Catalogue of Life.